# آنت جیمیما
آنت جِمیما (Aunt Jemima) نام تجاری مخلوط پنکیک، شربت و سایر غذاهای صبحانه است که متعلق به شرکت کواکر اوتس شیکاگو، یک شرکت تابعه پپسی‌کو است. این شرکت برای اولین بار مارک تجاری آنت جمییما را در آوریل سال ۱۹۳۷ ثبت کرد.
پس از کشته شدن جورج فلوید و اعتراض‌های بعدی، در ۱۷ ژوئن سال ۲۰۲۰ کوکر اوز اعلام کرد که برند آنت جیمیما به منظور «پیشرفت در جهت برابری نژادی» دوباره رونمایی و تغییر نام خواهد یافت.